# Petribek
Die Petribek (auch Aalbek genannt, dänisch: Petribæk) ist ein Bach auf der Halbinsel Schwansen in Südschleswig im nordöstlichen Schleswig-Holstein. Er entspringt nördlich von Rieseby (Norby), durchquert die beiden Wälder Petriholz (dän. Petriholt, Petriskov) und Jahnsholz (auch Johannesholz und Jonasholz, dän. Jansholt, Jansskov), bevor er nördlich des Büstorfer Noors (Bystrup Nor) und gegenüber von Ulsnis in die Schlei mündet. Er durchfließt das Landschaftsschutzgebiet Schwansener Schleilandschaft. Etwas weiter nordöstlich der Petribek vor der Insel Lindholm bei Stubbe mündet die Alandsbek in die Schlei.
Der Name der Petribek ist erstmals 1764 schriftlich dokumentiert. Das Präfix kann entweder mit der Domkirche in Schleswig oder der Riesebyer Kirche in Verbindung gebracht, beide Kirchen sind dem Apostel Petrus geweiht. Das nahgelegene Gut Büstorf (Bystrup) war entsprechend im Besitz des schleswigschen Bistums.